# Шомон (футбольний клуб)
«Шомон» (фр. Chaumont FC) — французький футбольний клуб з однойменного міста, заснований 1957 року. Приймає своїх суперників на «Стад Жорж Доден», що вміщує 5000 глядачів.

## Історія
Клуб Entente Chaumont Athlétic des Cheminots, або скорочено ECAC Chaumont, був заснований в 1957 році в результаті об'єднання двох місцевих клубів Entente Chaumontaise Cheminots Gazélec i Chaumont Athlétic Club.
У 1966 році клуб отримав професіональний статус і став виступати у другому дивізіоні. Після останнього місця в першому сезоні, клуб став дванадцятим у 1968 році та п'ятнадцятим у 1969 році. Незважаючи на те, що дивізіон не передбачав вильоту з нього, «Шомон» відмовився від свого професіонального статусу і повернувся до аматорського футболу.
Втім вже у 1970 році другий дивізіон був розширений з шістнадцяти клубів до формату двох груп, тому «Шомон» знову став професіональним клубом, і з першого разу зайняв друге місце після «Лілля» в групі A, що стало найкращим результатом в історії клубу. Після ще двох вдалих сезонів, клуб став середняком і в 1980 році вилетів у третій дивізіон. Після п'яти сезонів клуб повернувся на один рік у Дивізіон 2, а потім знову грав там з 1989 по 1991 рік.
У зв'язку з фінансовими проблемами клуб 4 жовтня 1991 року клуб було ліквідовано і він почав грати на аматорському регіональному рівні у Лізі Шампань-Арденни, змінивши назву на Chaumont FC і в подальшому грав виключно на аматорському рівні. 